# Duchessa di Edimburgo
La duchessa di Edimburgo è la consorte del Duca di Edimburgo. Vi sono state quattro creazioni di questo titolo dal 1726.

## Prima creazione (1726)
Hannover 
| Immagine | Nome                                | Nascita          | Duca di Edimburgo    | Inizio della detenzione del titolo | Cessazione della detenzione del titolo | Morte           |
| -------- | ----------------------------------- | ---------------- | -------------------- | ---------------------------------- | -------------------------------------- | --------------- |
|          | Augusta di Sassonia-Gotha-Altenburg | 30 novembre 1719 | Federico di Hannover | 8 maggio 1736 (matrimonio)         | 31 marzo 1751 (morte del marito)       | 8 febbraio 1772 |

## Duchesse di Gloucester e Edimburgo
Hannover 
| Immagine | Nome                   | Nascita        | Duca di Gloucester ed Edimburgo | Inizio della detenzione del titolo | Cessazione della detenzione del titolo | Morte          |
| -------- | ---------------------- | -------------- | ------------------------------- | ---------------------------------- | -------------------------------------- | -------------- |
|          | Maria Walpole          | 10 luglio 1736 | Guglielmo Enrico di Hannover    | 6 settembre 1766 (matrimonio)      | 25 agosto 1805 (morte del marito)      | 22 agosto 1807 |
|          | Maria di Gran Bretagna | 25 aprile 1776 | Guglielmo Federico di Hannover  | 22 luglio 1816 (matrimonio)        | 30 novembre 1834 (morte del marito)    | 30 aprile 1857 |

## Seconda creazione (1866)
Sassonia-Coburgo-Gotha 
| Immagine | Nome                          | Nascita         | Duca di Edimburgo                 | Inizio della detenzione del titolo | Cessazione della detenzione del titolo | Morte           |
| -------- | ----------------------------- | --------------- | --------------------------------- | ---------------------------------- | -------------------------------------- | --------------- |
|          | Maria Aleksandrovna di Russia | 17 ottobre 1853 | Alfredo di Sassonia-Coburgo-Gotha | 23 gennaio 1874 (matrimonio)       | 30 luglio 1900 (morte del marito)      | 24 ottobre 1920 |

## Terza creazione (1947)
Windsor 
| Immagine | Nome                                             | Nascita        | Duca di Edimburgo         | Inizio della detenzione del titolo          | Cessazione della detenzione del titolo        | Morte            |
| -------- | ------------------------------------------------ | -------------- | ------------------------- | ------------------------------------------- | --------------------------------------------- | ---------------- |
|          | Elizabeth Alexandra Mary Windsor (Elisabetta II) | 21 aprile 1926 | Filippo Mountbatten       | 20 novembre 1947 (matrimonio)               | 9 aprile 2021 (morte del marito)              | 8 settembre 2022 |
|          | Camilla Shand                                    | 17 luglio 1947 | Carlo Mountbatten-Windsor | 9 aprile 2021 (titolo ereditato dal marito) | 8 settembre 2022 (ascesa al trono del marito) | vivente          |

## Quarta creazione (2023)
Windsor 
| Immagine | Nome              | Nascita         | Duca di Edimburgo           | Inizio della detenzione del titolo         | Cessazione della detenzione del titolo | Morte   |
| -------- | ----------------- | --------------- | --------------------------- | ------------------------------------------ | -------------------------------------- | ------- |
|          | Sophie Rhys-Jones | 20 gennaio 1965 | Edoardo Mountbatten-Windsor | 10 marzo 2023 (titolo assegnato al marito) |                                        | vivente |